# ۱۲۸۶ (خورشیدی)
۱۲۸۶ هزار و دویست و هشتاد و ششمین سال هجری خورشیدی است.

## رویدادها
- ۸ شهریور - قرارداد سن پترزبورگ منعقد شد. قرارداد ۱۹۰۷ میان امپراتوری روسیه و امپراتوری بریتانیا در منطقهٔ سن پترزبورگ دربارهٔ ایران، افغانستان و تبت امضا شد. این پیمان آخرین قدم در راه ایجاد تفاهم مثلث بود و با حل مشکلات بین بریتانیا و روسیه، این دو کشور همراه با فرانسه در برابر اتحاد مثلث، متحد کرد.
- ۱۸ بهمن - تصویب یکمین قانون مطبوعات در مجلس شورای ملی

## زادگان
- ۴ خرداد ـ عبدالحسین سپنتا، شاعر
- ۳۰ مهر - فوأد روحانی، اولین دبیرکل سازمان اوپک.
- ۲۲ دی - محسن هشترودی، ریاضی‌دان، فیلسوف و شاعر
- مهدی بازرگان، اولین نخست وزیر ایران پس از پیروزی انقلاب اسلامی ایران
- سید محمد محقق داماد، فقیه و مجتهد ایرانی
- رقیه چهره‌آزاد، هنرپیشه تئاتر و سینما
- ایران دفتری، هنرپیشه تئاتر و سینما

## درگذشتگان
- ۲۱ شهریور - میرزا نصرالله خان مشیرالدوله سیاستمدار و رئیس الوزرای دوره قاجار.
- ترور میرزا علی اصغر خان امین السلطان از سیاستمداران و صدر اعظم‌های دوره قاجار پس از خروج از مجلس توسط یکی از فداییان انجمن تبریز.